# Agrostis foliata
Agrostis foliata är en gräsart som beskrevs av Joseph Dalton Hooker. Agrostis foliata ingår i släktet ven, och familjen gräs. Inga underarter finns listade i Catalogue of Life.